# Washington Peluso Albino de Souza
Washington Peluso Albino de Souza (Ubá, 1917  - Belo Horizonte, 19 de Junho de 2011) foi um professor, jornalista, advogado e jurista brasileiro, precipuamente conhecido como o introdutor do Direito Econômico no Brasil.
Washington foi secretário da Fazenda (1951-1953) do Município de Belo Horizonte no governo de Américo Gianetti, Diretor da Faculdade de Direito da Universidade Federal de Minas Gerais e fundador da Fundação Brasileira de Direito Econômico.

## Contribuição acadêmico-científica
Seu pioneirismo na fundação da disciplina de Direito Econômico como ramo autônomo do Direito Brasileiro foi inicialmente polêmico, sendo a disciplina tratada por alguns de seus pares como o "Direito do Washington" .
Entretanto, a disciplina foi consolidada e se estabeleceu amplamente, sendo inclusive prevista como matéria de competência legislativa concorrente das unidades federativas e da União (Brasil) no Art. 24, inciso I da Constituição do Brasil   em razão do esforço do professor Washington de Souza. Além disso, nos cursos jurídicos mais prestigiados do país, a disciplina é obrigatória, como nos currículos da  Faculdade de Direito da UFMG  e da Faculdade de Direito da Universidade de São Paulo 

### O conceito de ideologia constitucionalmente adotada
Um dos conceitos fundamentais desenvolvidos na vasta obra de Albino de Souza é o da "ideologia constitucionalmente adotada" que se refere aos princípios mais basilares que orientam a ordem econômica de determinado Estado. Washington Peluso Albino de Souza publicou em 1961 a obra "Do Econômico nas Constituições Vigentes" analisando as constituições de mais 73 países de modo a expor a ideologia de cada uma.
Segundo ensina o autor, ideologia constitucionalmente adotada pelo constituinte originário não pode ser afastada pela mudança da ideologia do governo ou do legislativo eleito por se tratar de norma cogente da Lei maior 
.